# 退休軍公教人員優惠存款
退休軍公教人員優惠存款，是中華民國政府設置讓軍公教人員（即軍人、公務員、教師）將退休金以及保險養老給付存在臺灣銀行所能享受的特別優惠利息待遇。源自於1958年由國防部與財政部會銜發布的──《陸海空軍軍官退除役金優惠儲蓄存款辦法》建議比照1956年鼓勵軍人儲蓄風尚，國防部與台灣銀行所訂頒國軍優惠存款制度（包含整存整付、零存整付）約當以台灣銀行一年期定存利率加計1/2謂之為「優惠存款」，肇始優惠存款一詞。。
1959年7月15日立法院法制委員會於審議「公務人員退休法」修正草案時，鑑於當時公務人員支領之一次退休金者係以其最後在職之月俸額及本人實物代金為基數，造成公務人員退休實質所得偏低，為照顧退休人員生活，建請考試院比照國防部退除役金研訂優惠存款方案，差息補助之經費來源為政府預算。
考試院於1960年1月修正「公務人員退休法施行細則」第31條（現為第32條），規定依「公務人員退休法」退休之公務人員所支領之一次退休金得辦理優惠存款，其辦法由銓敘部會商財政部定之。
1960年11月2日兩部會銜訂頒「退休公務人員退休金優惠存款辦法」，並於1961年12月1日開辦退休公務人員優惠存款，利息按行政院核定比照承儲金融機關一年期定期存款牌告利率加百分之五十優惠利率計算。
1974年11月1日開始，公務人員亦得比照軍人保險之退伍給付辦理優惠存款，銓敘部並於1974年12月訂頒「退休公務人員公保養老給付金額優惠存款要點」，將養老給付金納入優惠存款範圍。
1979年4月修正，除比照1年期存款利率加50%計算外，另規定14.25%之下限保障（當年1年期存款利率年息11.13%×1.5＝16.7%）。
1983年12月起，鑒於利率浮動所故，優惠利率下限由14.25%提高為18%。當年1年期存款利率年息為7.55%×1.5＝11.33%，低於保障下限，故採用18%。約當優惠存款不得低於18%，自始因中華民國1年期利率未曾高於12%，故優惠存款自1983年之後，均為18%。
1995年7月1日實施現行退撫制度，退休金來源包括公務人員自繳儲金，退休所得也已提高，故實施現行退撫制度後之任職年資，已不得辦理優惠存款，形同優惠存款已成落日條款。。

## 簡介
軍公教人員優惠存款利率依照1995年以前服務年資定其優惠存款額度。選擇「月退」（月領）者，每個月享有月退休俸，再加上公保給付的18%優惠存款利息；選擇「一次退」（一次領）者，則退休金和公保給付均可享有18%優惠存款利息，主要也配合全民健保制度之實施，需要軍公教配合一起加入之必要，故進行修正中央信託局當初承保之終身免費醫療等公保內容保單，而予以保單之內含制度差異補償隱晦含意。
此制度的設置在過去市場利率較高、軍公教人數較少的時代，為補貼軍公教所設立，當時政府尚有財力負擔，但隨著時代的改變，軍公教人員的生活已今非昔比，市場存款利率也逐步降低。而「軍公教優惠存款利率」與「市場存款利率」之間，由於兩者間的利率差距，需由政府撥出財源以補貼軍公教18%的資金缺口也逐年增加，因而此制度在社會公平及政府財政方面的負面作用也日益嚴重，相關爭議也正迫使中華民國政府朝逐步廢止的方向修改相關制度。

### 優存計算方法
於1995年以前任職，最年輕的18%資格擁有者目前坐落於40歲出頭，以公保養老給付部分的優存而言，其退休後每年所能享有的18%利息金額為：「最後在職本（年功）俸（元）」乘以「優存年資的月數」乘以「18%」。 「優存年資的月數」計算方式為：若某甲於1991年到任，則1991年到1995年期間服務年資的月數得以列入「優存年資的月數」的計算，而於1995年之後服務的年資則不予計算；1995年以前的服務年資越多，則退休後「每年」所能獲得優存利息金額的額度越高。若某甲選擇領「月退休金」，以公保年資折算的優存利息，連同月退俸可以領至某甲死亡為止；若某甲選擇領「一次退休金」，則退休金併同公保養老給付，兩者得共存18%優存帳戶，優存利息同樣享受終身。考試院於2011年版的方案規定部長級以上政務官員優存額度上限由333萬元降為200萬元，領取一次退休金的人則不受影響。
| 日期           | 適用對象 | 行政命令或要點 |
| -------------- | --- | --- |
| 1958年7月14日  | 開始適用國軍 | 頒行「陸海空軍退伍除役官兵優惠儲蓄存款辦法」 |
| 1960年11月2日  | 公務人員（比照國軍） | 訂頒「退休公務人員退休金優惠存款辦法」 |
| 1965年2月22日  | 教職員（比照公務人員） | 發布「學校退休教職員一次退休金優惠存款辦法」 |
| 1971年12月7日  | 國民黨各地方黨部、民眾服務社、知青黨部、台灣省青年服務團等部門人員（比照公務人員）                                                                                             | 訂定「中華民國民眾服務總社專職人員暨公務人員服務年資互相採計要點」。基於相互平等之原則，國民黨務幹部管理辦法亦規定，專職黨工於退休時凡服務於公務機關之年資，亦併同計算。 |
| 1973年6月7日   | 加計採認「中國青年反共救國團」、「中國大陸災胞救濟總會」人員（擴大適用範圍）                                                                                                   | 銓敘部1973年6月7日及1973年8月20日相關函釋辦理 |
| 1974年12月17日 | 公務員（納入公保養老給付辦理優惠存款，比照軍保） | 訂定「退休公務人員公保養老給付金額優惠存款要點」 |
| 1975年2月3日   | 教職員（納入公保養老給付辦理優惠存款，比照軍保） | 訂定「學校退休教職員公保養老給付金額優惠存款要點」 |
| 1987年12月3日  | 國民黨黨工停止後續再比照公務人員 | 考試院第7屆第153次院會決議廢止，考試院第7屆第185次會議決議不溯既往之原則暨基於保障既得權益。                                                                             |
| 2006年4月20日  | 「中華民國民眾服務總社及其分社」、「中國青年反共救國團」、「中國大陸災胞救濟總會」、「世界反共聯盟中國分會」、「亞洲人民反共聯盟中國總會」、「三民主義大同盟」等社團之專職人員 | 考試院第10屆第180次會議討論決議，有關中華民國民眾服務總社及其他社團專職人員年資自考試院決議後，不再併計公務人員退休年資；以往已退休處分確定者不予撤銷。                  |

## 統計數據
軍公教優惠存款政策經過多年變遷，優惠存款額度及領取優惠存款的人數也不斷變動，這方面的研究，有從所得替代率的角度來看，有從領取優惠群體的角度來看。

### 支出統計
雖然軍公教人員優惠存款利率雖然在1995年（民國84年）已經停止適用後來的年資，此後加入的軍公教人員並沒有18%的優惠。但是由於市場利率逐步降低，政府補貼軍公教18%優惠存款利率的利息差額也逐步增加。政府一年份負擔的利息金額，1995年為新台幣188億元、2001年為新台幣396億元、2002年為新台幣485億元、2003年為新台幣560億元、2008年為新台幣768億元、2011年為新台幣801億元，18%支出越來越大，並非越來越小。另一個支出大增的主因就是擁有18%年資的近40萬名在職人員，還沒達到退休年齡，這些在1995年以前就任的人有近40萬人還沒退休，其陸續退休後，開始加入領取18%利息的金額將越來越大，預估在2018至2020年將達到支出的高峰，之後逐漸減少，直到不少於2040年，乃至2050年之後的最後一位擁有18%優存人員過世為止。

### 領取人數統計
- 目前正受惠於18%優惠存款的軍公教已退休人員，約42萬人。（軍人約19餘萬人、教師約11餘萬人、公務員約12餘萬人）

- 另外，尚未退休，但將來退休後能領18%的軍公教在職人員，同樣約為四十萬人。（1995年以前到任，目前尚在職者）

根據台北大學財政學系黃世鑫教授的研究報告，在2002年（民國91年）8月，當時已退休優存戶約34萬人，但存款金額分布極不平均（見該報告表9及pp.99頁），其列舉之統計概要如下：
| 軍人群體 | 人數    | 優存金額      |
| -------- | ------- | ------------- |
| 將領     | 約4千人 | 平均約240萬元 |
| 軍、士官 | 20萬人  | 平均約50萬元  |

| 群體（已退休的34萬多人） | 人數百分比 | 優存金額百分比 |
| ------------------------ | ---------- | -------------- |
| 軍人                     | 58.36％    | 30.89％        |
| 教師                     | 22.73％    | 44.67％        |
| 公務員                   | 18.75％    | 23.84％        |

## 民調
| 是否贊成1995年以前的公務員年資可適用18%優惠存款 | 是否贊成1995年以前的公務員年資可適用18%優惠存款 | 是否贊成1995年以前的公務員年資可適用18%優惠存款 | 是否贊成1995年以前的公務員年資可適用18%優惠存款 |
| ----------------------------------------------- | ----------------------------------------------- | ----------------------------------------------- | ----------------------------------------------- |
| 贊成                                            | 反對                                            | 發佈日期                                        | 發佈單位                                        |
| 25%                                             | 61%                                             | 2011年1月12日                                   | 中國時報                                        |

| 軍公教１８％優惠存款利率是否合理 | 軍公教１８％優惠存款利率是否合理 | 軍公教１８％優惠存款利率是否合理 | 軍公教１８％優惠存款利率是否合理 |
| -------------------------------- | -------------------------------- | -------------------------------- | -------------------------------- |
| 合理                             | 不合理                           | 發佈日期                         | 發佈單位                         |
| 16.9%                            | 71.1%                            | 2011年1月17日                    | 新台灣國策智庫                   |

| １８％優惠存款利率應降至多少以下才合理 | １８％優惠存款利率應降至多少以下才合理 | １８％優惠存款利率應降至多少以下才合理 | １８％優惠存款利率應降至多少以下才合理 | １８％優惠存款利率應降至多少以下才合理 |
| -------------------------------------- | -------------------------------------- | -------------------------------------- | -------------------------------------- | -------------------------------------- |
| 藍營支持者                             | 綠營支持者                             | 降至利率8%或以下                       | 發佈日期                               | 發佈單位                               |
| 平均利率8.85%                          | 平均利率6.23%                          | 61.7%                                  | 2013年1月29日                          | 財團法人台灣智庫                       |

| 是否支持公教１８％優惠存款利息6年後降為零？ | 是否支持公教１８％優惠存款利息6年後降為零？ | 是否支持公教１８％優惠存款利息6年後降為零？ | 是否支持公教１８％優惠存款利息6年後降為零？ | 是否支持公教１８％優惠存款利息6年後降為零？ |
| ------------------------------------------- | ------------------------------------------- | ------------------------------------------- | ------------------------------------------- | ------------------------------------------- |
| 支持                                        | 不支持                                      | 不知道/沒意見                               | 發佈日期                                    | 發佈單位                                    |
| 65.50%                                      | 24.16%                                      | 10.34%                                      | 2017年1月23日                               | 蘋果日報                                    |

| 關於軍公教１８％優存利率   | 關於軍公教１８％優存利率 | 關於軍公教１８％優存利率 | 關於軍公教１８％優存利率 |
| -------------------------- | ------------------------ | ------------------------ | ------------------------ |
| 支持取消（包含直接及漸進） | 支持漸進取消             | 發佈日期                 | 發佈單位                 |
| 79.3%                      | 74.4%                    | 2017年1月23日            | 台灣世代智庫             |

## 改革歷程

### 李登輝總統時期的首次改革
1990年-1996年，中華民國第八任總統（李登輝）任期中，明訂1995年之後「新」任職的軍公教人員，停止適用18％優惠存款利率，是為18％優惠存款的第一次重大改革。

### 扁政府時期的改革過程與朝野攻防
2005年10月10日，陳水扁總統宣示改革軍公教十八％退休優惠存款利率。
2005年11月10日，考試院通過銓敘部擬具的公務人員退休所得合理化改革方案，以所得替代率計算公式，修正舊制年資的公保養老給付辦理18%優惠存款的額度。
2006年1月12日，國民黨及親民黨團反制考試院推動的新退休金方案，通過兩項決議案及兩項預算凍結案，扣住考試院及銓敘部2006年度預算，要求行政院及考試院必須將修改「軍公教人員一次退休金及公保養老給付優惠存款利率」所涉相關辦法與要點等行政命令修正方案送交立法院審查，在立院審查完畢前，應暫緩實施十八％改革方案，否則將向相關人員追返國庫損失。
同日也在國民黨及親民黨運作下，表決通過大規模凍結銓敘部及考試院預算，需等待「公務人員退休所得合理化改革方案」取得法律明確授權後，財源始得動支。。
2006年1月17日，銓敘部增訂退休公務人員公保養老給付金額優惠存款要點三之一，規定支領月退休金人員每月退休所得不得超過最後在職待遇計算的退休所得上限百分比85％至95％。2月16日，在立法院凍結預算壓力下，銓敘部宣佈公教人員十八％退休優惠存款利率改革方案如期實施。
2006年2月16日，在立法院國親立委凍結銓敘部幾乎所有預算的壓力阻擋之下，銓敘部宣佈公教人員十八％退休優惠存款利率改革方案如期實施。
2006年3月23日，於立法院法制、預算聯席委員會中，國親在人數優勢下，主導表決廢止18％改革方案行政命令，未來該廢止案將提報院會議決。國親主導於聯席會通過對考試院長姚嘉文、銓敘部長朱武獻的譴責案，並移送監察院調查糾彈。考試院長姚嘉文表示十八％改革方案繼續照常實施。
2006年12月5日，藍綠立院黨團發佈甲級動員，針對廢止18%改革案進行攻防。
2006年12月12日，於2月16日實施的公教人員18％退休優惠存款利率改革方案，遭到廢止，改實施以每年一點四五個月的月數做為退休優惠存款的計算基準為折衷方案，此方案回溯至年初的2月16日，國民黨立委並附帶決議要求國庫要在兩個月內補足公教人員優惠存款因到期換約而損失的利息差額。
2006年12月29日，國民黨與親民黨兩黨黨團發出甲級動員反對民進黨提出的「廢止銓敘部18%改革案」的復議案。
2007年6月8日，民進黨及台聯黨團提出復議，立法院會排定處理廢止公教人員百分之18優惠存款利率改革方案的復議案，藍綠進行攻防。

### 馬政府時期的改革及法制化
2010年7月13日，國民黨立委逕行三讀通過將原來只有行政命令依據的18％優惠存款辦法，改獲法制化，公務人員優惠存款從此得到法律位階的明文保障。
2010年11月22日，銓敘部陸續通知全台各地退休公教人員，告知增加18%優惠存款額度以進行辦理回存手續，此項調整（民國99年方案）大幅回復至2006年2月扁政府改革案之前的18%優存額度，臺灣銀行一個月之間因此增加兩百七十億元做為孳生18%利息的本金，額外回存的本金於2011年1月1日起正式補充列入計算18%利率。由於不少退休軍公教可增加優存額度，引發新一波回存潮，以獲取更多18%利息，引發社會不平反彈聲浪。
2011年1月31日，考試院加開臨時院會，廢除才剛實施一個月的方案，通過18%再調整方案（即當年度民國100年方案），將退休公務員所得替代率調降，並自2月1日起實施，雖然該年方案較99年方案1年節省34億餘元的經費，但是100年方案的18%利息的財政負擔還是高於扁政府時期（2006年）的改革方案，1年大約增加6億餘元的支出。
2012年11月21日，馬英九總統邀集三院院長研商年金改革，要求行政院（改革勞保）與考試院（改革公務人員退休金）兩院，在一月中旬提出改革方案，送立院修法完成改革。馬英九總統並說：「今天不做，明天就會後悔。」
2013年4月11日，考試院在院會中審查通過銓敍部所報送的「公務人員退休撫卹法草案」（考試院函送立法院審議版），在軍公教三者當中只針對「公務人員」的退休年金進行改革。其中公務人員「優惠存款」的部分，在1995年「以前」退休者繼續維持18%不變，該年「以後」退休領「一次退休金」者，當年以前年資部份繼續維持18%不變。至於該年以後退休且兼具新舊年資者，其「公保」的優存利率要等到2017年（下一次總統大選之後）才開始調降到12%，之後每年降1%，到2020年時「公保」的優存利率降到9%，2021年之後的優存利率為台銀一年期定存固定利率＋7%，並以9%為上限。2023年（民國112年）以後，公務人員的退休所得替代率才不能超過80%，如果原先每個月退休所得高於3萬2160元，在改革後低於3萬2160元者，政府將保障其每個月能領取3萬2160元，此即「樓地板條款」。儘管如此，仍有一些公務人員團體持續向個別立委請託要求在立法院擱置此案，力阻此法案過關，或退回考試院重新研議。

### 蔡英文政府時期的改動
2017年6月27日，歷經國民黨拖延戰術及民進黨人數優勢下，立法院臨時會三讀通過《公務人員退休資遣撫卹法》（該法適用公務人員，非軍教人員），確定擁有1995年以前服務年資的退休人員與仍在職的公務人員，其中領取月退休金者，2018年7月1日至2020年底，年息為9%，18%優惠存款利息在2021年起年息為零（過渡期為2018年中－2020年底，號稱2年歸零）；其中領取一次退休金者，18%優惠存款利息自2018年7月起分6年調降，2025年優存利率降到6％。但無論是領月退休金、或是領一次退休金者，只要每月領低於3萬2160元者，優存利率不降低。
2017年6月29日，繼《公務人員退休資遣撫卹條例》完成立法後，立法院臨時會經三日奮戰，三讀通過「公立學校教職員退休資遣撫卹條例」，核心條文比照《公務人員退休資遣撫卹條例》。

## 法律解釋

### 司法院大法官釋字第717號【降低公保養老給付優惠存款金額案】理由書
系爭要點自六十三年訂定以迄於九十五年修正，已逾三十餘年，國家各項社經發展、人事制度均有重大變動，公教人員之待遇、退休所得亦皆已大幅提升。且此期間之經濟環境與市場利率變動甚鉅，與優惠存款制度設計當時之情形亦有極大差異。加以退撫新制之實施，產生部分公教人員加計公保養老給付優惠存款利息之退休所得偏高之不合理現象。系爭規定係為處理此種不合理情形，避免優惠存款利息差額造成國家財政嚴重負擔，進而產生排擠其他給付行政措施預算（如各項社會福利支出），以及造成代際間權益關係失衡等問題（銓敘部一00年一月七日部退二字第一00三三0三一七一號函所附說明書及教育部九十九年九月一日台人（三）字第0九九0一三六五三五號函參照）。且系爭規定亦有兼顧國家財政資源永續運用之重要目的。故系爭要點之訂定確有公益之考量。又系爭規定並未驟然取消優惠存款，而係考量優惠存款之制度，其性質本為對公務人員於退休金額度偏低時之政策性補貼，而非獨立於退休金外之經常性退休給付，始修正為一般退休制度應含之所得替代率，並納入高低職等承受變動能力之差異，暨參酌國際勞工組織所訂退休所得之所得替代率，設置所得上限百分比，以消除或減少部分不合理情形，緩和預算之不當排擠效果。衡酌系爭規定所欲達成之公益及退休或在職公教人員應受保護之信賴利益，系爭規定所採措施尚未逾越必要合理之程度，故未違反信賴保護原則及比例原則。

### 臺北高等行政法院判決書
「臺北高等行政法院2006年度（民國95年度）訴字第00919號判決書」指出：「……公保優存要點自施行以來歷多次修正，原告與被告臺灣銀行間亦是每兩年或一年簽定優存契約，顯非屬有『信賴之事實』，原告謂因上揭優惠存款要點之修正，致受有優惠存款利息差額之損失云云，尚難謂係屬基於法效性決策宣示所形成之信賴，而實際開始規劃其生活或財產之變動，並付諸實施之「信賴表現」行為，容僅係「純屬願望、期待」，而未有表現其已生信賴之事實……」。
「臺北高等行政法院2011年（100年度）簡字第740號判決書」指出：「……無論前已辦理退休人員之換約續存或將來辦理退休人員之首次辦理，均應依上開優存辦法辦理優惠存款。前開優存辦法之訂定，並未影響退休人員原已取得之優惠存款孳息，亦即優存辦法僅向後生效，且公保養老給付金額之優惠存款係訂有期限，原告對尚未續存之優惠存款利息，僅屬其主觀期望，尚無得主張信賴保護之適用……」。

### 法律學者的解釋
國立臺灣大學法律系教授蔡宗珍指出，優存戶與台銀建立「定期契約」，適用18％利率，屆期必須換約，政府則在背後補貼利息差額，形成三角關係。因此，優存戶與台銀之間是「契約履行」的法律關係，契約存續期間受契約履行義務保障，「不是信賴保護」。蔡宗珍舉例，優存戶可隨時解約，也可補回優存額度金額，契約期滿可再與台銀換約，雙方信賴的基礎是契約，根本不是信賴保護。

## 學者的觀點
國立政治大學法律系教授郭明政表示：「未來十年退休的軍公教人員，仍可領到18％優惠存款，且可領30年；加上年資月數計算標準明顯圖利適用年資較少者，使得18％優存支出一直增加，至少計算標準要先改，利率是否調整也可討論。」、「18%優存號稱1995年以後就結束，但1995年以後進來的，30年後才退休，等於「2025年以後退休的」才沒有18%；換句話說，未來十年退休的軍公教，還是可以領到18%，且可以領30年。」、「根據『18%優存年資月數表』，最高月數三十六，卻不是一年一基數，如果適18%的年資是六年，最高月數竟可達十八，等於可以領一半。18%過渡時期用這種算法，真是厲害！」
國立交通大學財務金融研究所教授葉銀華表示：「十八％這個烙印，撕裂了社會和諧，成為裂解族群或職業的原因之一，所以要先拿掉，我看過一些資料，粗估軍公教退休金要減兩成，如果拿掉十八％，可以少砍一點。十八％拿掉後，回到各自的基金池，現在池已經變弱，大概十年內就會開始破了，收入沒辦法應付支出，沒有錢又要靠政府提撥，補了又不公平，政府應僅負擔身為雇主應提撥的部分。」
萬國法律事務所律師龍建宇，對於18%的信賴保護議題表示：「選擇當公務員本質上就是放棄了在自由市場競爭的機會，也許某個公務員本來可以當「郭台銘」，奉獻了人生當中精華的歲月長期國家民眾服務，而信賴退休之後會有安定的生活。」、「公務員勢必也會因應著對於優惠利率的期待，而對於退休生涯做出財務規劃，因此軍公教人員事實上已經對於法規有所「信賴」而做出生活的安排了。」

## 批評、爭議和對台灣社會的影響

### 未能考慮衍生問題
- 失蹤問題：家屬可能要靠這筆錢維生，若因當事人失蹤就停領，對於家屬的傷害非常大。[59][60]
- 資格問題：未設置剝奪制度，如同「因不良行為勒令退伍不能領取退伍軍人福利」。
- 無效醫療：[61]

#### 1995年前後軍公教的各項差別待遇
一、該年以前的年資其退休金可享有18%利息，該年以後的年資其退休金沒有18%利息。

二、該年以前不用提撥薪資存入退撫基金（恩給制），該年以後開始要提撥部分薪資存入退撫基金（儲金制）。

三、該年（含）以前軍公教人員子女教育補助費配合每年學雜費調幅以同比例調高，1996年以後子女教育補助費金額固定。

四、該年以前任職的公教人員全家人享有《公教人員生活必需品配給》，至該年以後則無。

### 黨職併公職
1971年，國民黨所轄單位「中華民國民眾服務總社」以機密速件發函給考試院，要求將優惠存款於追加國民黨黨工（包括救國團、國民黨各地方黨部、知青黨部、民眾服務社、台灣省青年服務團，甚至在國民黨的幼獅文化公司任職及幼獅社擔任記者都算在內），將並未經過國家考試的人民團體員工視同國家公務員，以其黨職年資併入政府公職年資計算，合計退休金，而黨職併公職溢領的退休金至今並未追回。由於當時黨工年資從相當常任文官最初級的委任一職等到最頂級的簡任十四職等都涵蓋在內，以過去幾十年的黨職轉文職、黨職併公職退休的人數來推估，溢領的金額應極為龐大，但所涉金額至今尚無正式統計。
黨職併公職讓許多不能領月退休金的國民黨人士變成可以領，成為國庫的沉重負擔。。

### 民間平均存款利率
| 1982  | 1983  | 1984  | 1985  | 1986  | 1987  | 1988  | 1989  | 1990  | 1991  | 1992  | 1993  | 1994  | 1995  | 1996  |
| ----- | ----- | ----- | ----- | ----- | ----- | ----- | ----- | ----- | ----- | ----- | ----- | ----- | ----- | ----- |
| 9.16% | 7.55% | 6.67% | 6.28% | 4.98% | 3.94% | 3.79% | 5.6%  | 7.2%  | 7.13% | 6.42% | 6.29% | 6.04% | 6.06% | 5.79% |
|       |       |       |       |       |       |       |       |       |       |       |       |       |       |       |
| 1997  | 1998  | 1999  | 2000  | 2001  | 2002  | 2003  | 2004  | 2005  | 2006  | 2007  | 2008  | 2009  | 2010  | 2011  |
| 5.36% | 5.72% | 5%    | 4.62% | 4.09% | 2.38% | 1.47% | 1.11% | 1.22% | 1.4%  | 1.53% | 1.71% | 0.85% | 0.6%  |       |

### 利息補貼的預算來源
由於軍公教人員優惠存款利率預算來源是國民的納稅金，為因應軍公教人員的退休潮，政府正逐年增加支出。軍公教人員由全民納稅照顧，也使國家財政舉債、債留人民及後代；臺灣社會亦有部分輿論對此不滿和批判。

### 福利制度
由1950年代開始實施的優惠存款，至1983年起，利率改為固定18%至今已逾30年，但是市場利率愈走愈低，國家財政赤字缺口也愈來愈大。軍公教各項福利包括：「子女教育補助」、1.5個月「年終獎金」外加1個月「考績獎金」、高額的「喪葬補助」（依親人別補助3至5個月薪俸額）、「結婚補助」（補助2個月薪俸額）、「生育補助」（每生一兒補助2個月薪俸額）（以上三項為「喪葬、結婚、生育」的「薪俸」補助，另外又有一筆的「喪葬、生育」的公保「保俸」補助）、每年一萬六千元的「國民旅遊卡」補助、若軍公教人員死亡，則其「配偶繼承領月退休金半薪到死」、退休人員的退休金跟著在職人員一起調高、退休人員每年還享有「年終慰問金」、「公教三節慰問金」（春節、端午節、中秋節）。

### 軍公教過去的福利待遇
軍公教人員表示當年（幾十年前）薪資不如民間，才有這18%優惠的合理化說法，當時軍公教雖已擁有《公教人員生活必需品配給》，主要目的是「改善台灣公教人員薪水微薄、生活條件不佳的問題」，每個月政府發送米、麵粉、麥片、油、鹽到軍公教家裡（從1950年代持續到1990年代，其間改為實物代金），並按照軍公教個別家庭的人口數配給，採取十足發給\，在民生所需方面力圖彌補及降低其薪資的消費，諸如：食（生活必需品配給）、住（房屋優惠貸款超低利息）、行（車票票價減免）、育（子女教育補助）、樂（門票票價減免），部分軍公教認為「在經濟不景氣時，軍公教人員的穩定收入都遭到輿論攻擊，然而一旦經濟變好、中低階軍公教人員年薪也只在50萬至60萬，中位數年薪80萬，但民間可以達數百萬」。

軍公教另有許多額外政府給予的特別優惠政策，例如：服兵役期間（含義務役）併計退休年資、年資滿30年的軍公教人員免繳公保費與健保費、軍公教月退採半年領（1月份領1~6月、7月份領7~12月），期間死亡的溢領不用繳回。

### 地方政府財力負擔沉重
由於中央政府與地方政府均需分擔軍公教18%優惠存款。就全國各級政府而言，2010年度（99年度）的資料顯示政府負擔656億元，台銀負擔125億元，但是台銀屬於政府事業單位，台銀的負擔將影響其盈餘繳庫，故實質上形同政府負擔。就地方政府而言，統計至2010年底，共有17個縣市政府正積欠優存利息差額代墊款。2010年當年度積欠達到93.33億元，而之前的2007年至2009年這3年各積欠不超過50億元，截至2012年9月止，地方政府共積欠達315億元。由於長期負債累累的各地方政府還需負擔地方公務機關的退休公務員，以及國中、國小退休教師的優惠存款支出，其金額極為龐大需以舉債方式編列預算，造成地方政府龐大的財政負擔，因而排擠地方軟硬體的建設及維持經費，乃至於達到舉債上限而編不出預算。部分縣市於2004年連署聲請司法院大法官釋憲，表示不再願意支付欠款，並希望中央政府自行負擔利息差額。銓敘部基於職責只得不斷要求各積欠機關，分期付款儘速還錢。

### 臺灣銀行表達不願意繼續補貼優惠存款
2003年時，身為公營銀行的臺灣銀行承辦優惠存款業務，所需負擔金額上漲到80億元，使台銀的盈餘大減，台銀向財政部表達不再補貼之意。另於2009年，臺灣銀行董事長張秀蓮表示未來台銀以台灣金控名義公開上市後，希望台銀不再負擔18%公教人員優惠存款，轉由政府全額負擔。

### 沉重的軍公教退休金債務及支出
根據行政院主計處於2010年公布的中央和地方政府潛藏負債（國家債務分二種，一種是己公佈的帳目，另一種是隨著時間推移而呈現的，即隱藏性債務），合計達13兆7819億元，是實際累計債務餘額的2.84倍。潛藏負債13兆7819億元當中的9兆元，是給軍公教人員的退休金（包含新制退休金、舊制退休金、軍保、公保、優惠存款18%利息），占政府潛藏負債比例超過六成五。另外，行政院主計處於2010年度中央政府總決算總說明中指出，計算未來30年需負擔之「舊制」軍公教人員退休金（即1995年以前服務年資折算的退休金額度），中央政府為2兆9487億元，加上地方政府的2兆8874億元，合計5兆8,361億元。而5兆8,361億元這筆「舊制」退休金（即1995年以前的年資折算退休金）的金額負擔只是軍公教退休金當中的一部份而已。在國家財政年年赤字入不敷出，以及國家舉債瀕臨40%法定上限的情況下，併同台灣生育率為世界排名之末、納稅人口與生產人口逐年減少的情況下，此等龐大負擔對嚴峻的國家財政，以及對台灣未來的永續發展，將造成難以想像的惡果，而嚴峻的國家財政能否逐年支撐下去，正是全國人民最關心，也是最為嚴肅的問題。
社福預算以軍公教名目為最大宗，因為預算排擠，導致老弱貧病的申請門檻太高而難以通過。。

### 中低階軍公教為人事費支出比例的最大宗
若僅僅只是檢討與刪減高階退休人員（102年度全國公務人員當中，政務人員、民選首長、10職等以上高階簡任合計僅1萬1224人，而9職等以下中低階薦任、委任合計高達30萬8073人）的福利待遇，因為高階退休人員佔軍公教總人數的比例少，所以根本上不足以解決軍公教鉅額人事支出以及造成龐大國家債務的問題。

### 反對意見
前監委翟宗泉等人反對降低降18%，認為18%是養廉金，降低公務員福利是「濫用公權力干預其與台銀的定期存款契約，違反憲法保障人民自由之規定」。

### 利率計算相關
- 由於18%參考的是當時銀行12%的利率，給予優惠1.5倍的產物[98]，時空背景換到現在銀行利率都已經只在1%左右浮動，軍公教優惠存款已十幾倍於銀行利率，專屬軍公教人員超高的存款利率成為廣泛爭論焦點。

## 外部連結
- 由「中國省籍」到「台灣族群」：中央研究院社會學研究所王甫昌著
- 中央銀行-中文版 （页面存档备份，存于）